# Advanced Drug Delivery Reviews
Advanced Drug Delivery Reviews es una revista médica revisada por pares que cubre la investigación relacionada con la liberación y administración controladas de medicamentos y otros agentes biológicamente activos.
El editor en jefe es H. Ghandehari.

## Resumen e indexación
La revista está resumida e indexada en BIOSIS Previews, CAB Abstracts, Chemical Abstracts, Current Contents/Life Sciences, EMBASE, MEDLINE, Science Citation Index Expanded y Scopus.

## Métricas de revista
2023
- Web of Science Group: 15.47
- Índice h de Google Scholar: 331
- Scopus: 16.04